# La Palma (mini-série)
Pour les articles homonymes, voir La Palma.
Production
Diffusion
La Palma est une série télévisée norvégienne réalisée par Kasper Barfoed, d'après un scénario de Lars Gudmestad et Harald Rosenløw-Eeg, et diffusée depuis le 12 décembre 2024 sur Netflix.
Cette fiction dramatique, qui décrit une éruption du volcan Cumbre Vieja situé sur l'île de La Palma dans les Canaries, est une production de Fantefilm pour Netflix.
La série sort le 12 décembre 2024 sur Netflix et devient en quelques jours la série N°1 sur cette plateforme dans le monde.

## Synopsis
Une famille norvégienne en vacances venue célébrer les fêtes de Noël sur l'île de La Palma aux îles Canaries. Elle se retrouve prise au piège lorsque des géologues découvrent des signes d'éruption volcanique de la Cumbre Vieja pouvant alors conduire à l'effondrement de l'île et ainsi, provoquer la catastrophe naturelle la plus meurtrière de la planète.

## Distribution
- Anders Baasmo Christiansen (VF: Charles Uguen) : Fredrik
- Ingrid Bolsø Berdal (VF : Hélène Bizot) : Jennifer
- Thea Sofie Loch Næss (VF : Jessica Monceau) : Marie Ekdal
- Ólafur Darri Ólafsson (VF : Xavier Fagnon) : Haukur
- Thorbjørn Harr (VF : Lionel Tua) : Jens Uvdal
- Alma Günther (VF: Alice Orsat) : Sara
- Jenny Evensen (VF: Lila Lacombe) : Charlie
- Jorge de Juan (VF: Vincent Violette) : Álvaro
- Amund Harboe (VF: Florent Pochet) : Erik
- Johannes Joner (VF: Guy Vouillot) : Arnt
- Ruth Lecuona (VF: Marie Bouvier) : Anna

### Version française[1]
- Société de doublage : Dubbing Brothers
- Direction artistique : Stéphane Valverde
- Adaptation des dialogues : Nina Nevers
- Mixage et enregistrement : Alain Barahona Castillo, Alexandre duckan

## Production

### Genèse et développement
La série est créée et écrite par Lars Gudmestad et Harald Rosenløw-Eeg, et réalisée par Kasper Barfoed,,,.
Bien que la série s'inspire du risque de mégatsunami que pourrait provoquer une éruption du volcan Cumbre Vieja situé sur l'île de La Palma et son effondrement dans la mer,,,,,, elle avait été commandée bien avant l'éruption de ce volcan survenue en septembre 2021,,.
L'annonce d'une saison 2 est probable au vu du succès retentissant de la série.

### Tournage
Le tournage de la série a lieu à La Palma et à Tenerife dans les îles Canaries en Espagne.
Plus de 1000 figurants locaux et 300 techniciens de la région ont été utilisés pour le tournage.

### Fiche technique
Sauf indication contraire, les informations mentionnées dans cette section peuvent être confirmées par les bases de données cinématographiques IMDb et Allociné,  présentes dans la section « Liens externes ».
- Titre original et français : La Palma
- Réalisation : Kasper Barfoed[5]
- Scénario : Lars Gudmestad et Harald Rosenløw-Eeg[2],[3]
- Décors : David Jiménez Díaz
- Costumes : Nell Knudsen
- Photographie : Jan Richter-Friis
- Musique : Johannes Ringen
- Son : Bård Farbu
- Montage : Perry Eriksen, Christoffer Heie et Silje Nordseth
- Maquillage : Nina Elise Johansen
- Production : Martin Sundland, Glenn Lund et Lasse Greve Alsos
- Société de production : Fantefilm
- Société de distribution : Netflix
- Pays de production :  Norvège
- Langue originale : norvégien, espagnol
- Format : couleur - 2,39:1 4K UHDTV - son Dolby Digital
- Genre : Drame
- Durée : 39 à 45 minutes
- Date de première diffusion : 
  - Monde : 12 décembre 2024 sur Netflix[6],[7],[10]

## Accueil

### Audiences et diffusion
La série sort le 12 décembre 2024 sur Netflix et devient en quelques jours la série N°1 sur cette plateforme dans le monde,,,,,.

### Accueil critique
Pour Nicolas Dufour, du quotidien suisse Le Temps, la série La Palma est moins vigoureuse que les films précédents de ses producteurs, The Wave et The Quake.
Sur le site agrégateur Rotten Tomatoes, la série n'obtient qu'un score de 31 % de critiques positives tandis que le site IMDb lui attribue la note de 6,2⁄10.